# Eibe Maleen Krebs

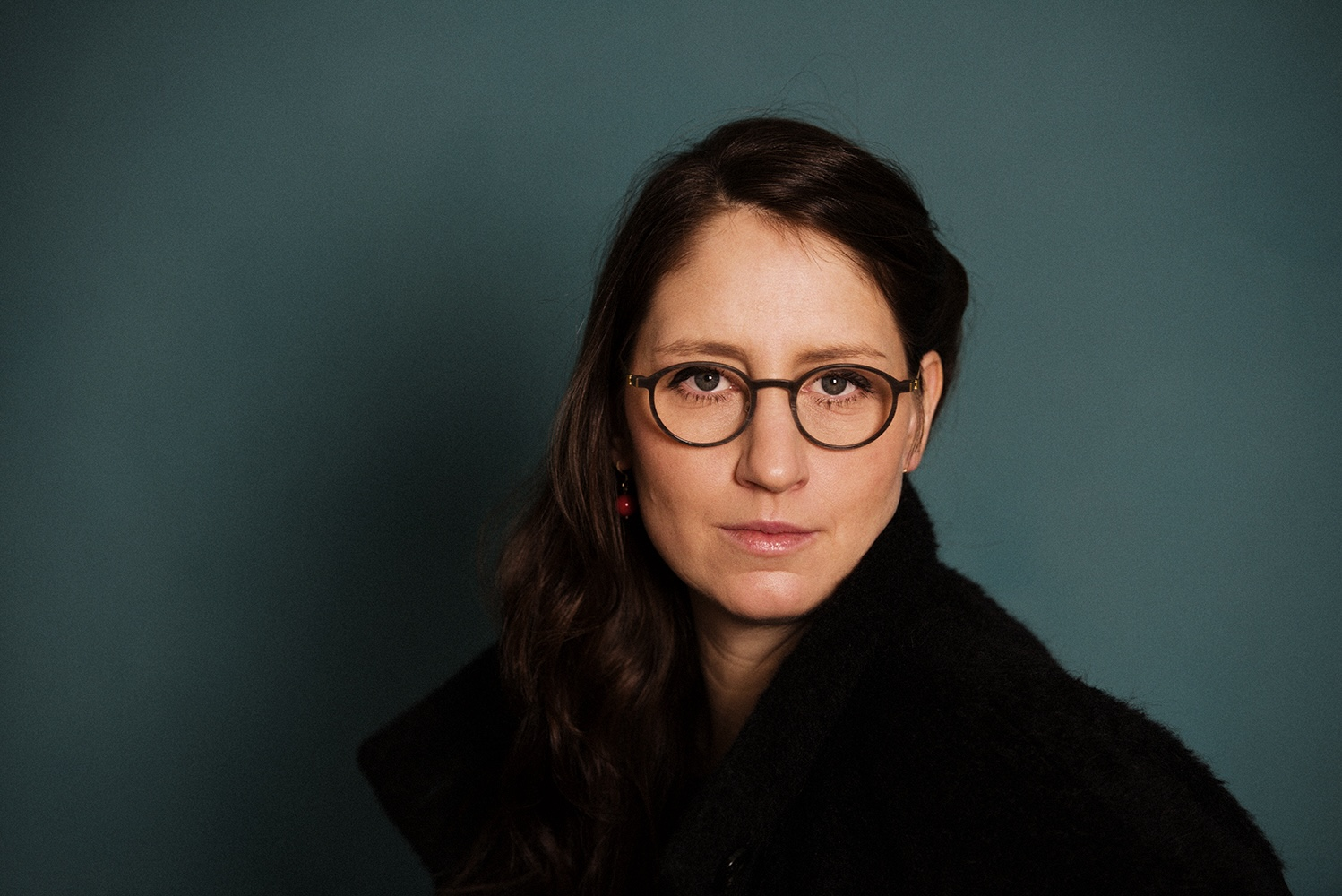
Eibe Maleen Krebs

Eibe Maleen Krebs (* 7. März 1982 in Hamburg) ist eine deutsche Filmregisseurin, Drehbuchautorin und Fotografin.

## Leben
In Hamburg aufgewachsen und zur Schule gegangen studierte Eibe Maleen Krebs 2003 bis 2008 an der HAW Hamburg am Fachbereich für Gestaltung (DMI) das Fach Kommunikationsdesign mit Schwerpunkt Fotografie. Für das Diplom begleitete sie ein halbes Jahr lang deutsche Auswanderer in Australien. Es entstanden das Fotobuch Haus Vogelsang und der Dokumentarfilm Looking Forward Looking Back.
2010 bis 2014 studierte sie im Masterstudiengang „Master of Fine Arts“ an der HFBK Hamburg mit dem Schwerpunkt Film. Ihr Abschlussfilm Vom Hören Sagen ist ein Dokumentarfilm zur Annäherung der sehenden und der blinden Wahrnehmungswelt. Er wurde mit dem Prädikat „besonders wertvoll“ ausgezeichnet und lief auf zahlreichen Festivals. Zu der Diplomarbeit gehören auch ein Buch und Fotografien.  
Zur Entwicklung ihres ersten langen Spielfilms erhielt Eibe Maleen Krebs zusammen mit Andreas Keck 2014 das Wim Wenders Stipendium. Der Kinofilm wurde von Junafilm produziert und ist eine Kooperation mit ZDF – Das kleine Fernsehspiel, Arte, der FFHSH und der Film- und Medienstiftung NRW. Eibe Maleen Krebs führte selbst Regie. Unter dem Titel Draußen in meinem Kopf hatte der Film seine Uraufführung auf dem Filmfestival Max Ophüls Preis 2018 und wurde 2020 für den Grimme-Preis nominiert.
Eibe Maleen Krebs wurde 2021 in das Regisseurinnen-Förderprogramm des ZDF aufgenommen und inszenierte daraufhin auch Fernsehfilme. Zur Zeit entwickelt sie weitere Stoffe, zum Beispiel „Zwischen den Zeilen“ mit Milan Skrobanek. Das Drehbuch wurde 2023 für den deutschen Drehbuchpreis nominiert. Von 2012 bis 2022 kuratierte sie mit einer inklusiven Gruppe das Kurzfilmfestival „Klappe Auf“ in Hamburg. 
Eibe Maleen Krebs ist verheiratet und hat zwei Kinder.

## Ehrungen und Auszeichnungen
- 2007 Nominierung für den 9. up-and-coming, international young film makers award
- 2014 Prädikat Besonders wertvoll für Vom Hören Sagen
- 2014 Wim Wenders Stipendium (mit Andreas Keck)
- 2018 Preis der Jugendjury für Draußen in meinem Kopf beim Filmfestival Max Ophüls Preis
- 2020 Nominierung Grimme-Preis für Draußen in meinem Kopf
- 2023 Nominierung Deutscher Drehbuchpreis für Zwischen den Zeilen (mit Milan Skrobanek)

## Filmografie (Auswahl)
- 2007: Alter Ego, 9 min, Kurzfilm (Regie, Autor + Produktion)
- 2008: Looking Forward – Looking Back, 87 min, Dokumentarfilm (Regie, Autor + Produktion)
- 2014: Vom Hören Sagen, 65 min, Dokumentarfilm (Regie, Autor + Produktion)
- 2018: Draußen in meinem Kopf, 99 min, Kinospielfilm (Regie + Autor)
- 2021: Zwischen den Zeilen (Drehbuch mit Milan Skrobanek) (Co-Autor)
- 2022: SOKO Köln – Lissis Leben, ZDF, Folge 400 (Regie)
- 2022: SOKO Köln – Eingeschüchtert, ZDF, Folge 401 (Regie)
- 2023: Ein Sommer auf Kreta, 88 min, ZDF Fernsehfilm (Regie)